# Engelbrekt Engelbrektsson

Engelbrektsbågen, uppkallad efter Engelbrekt Engelbrektsson.

Engelbrekt Engelbrektsson, född förmodligen på 1390-talet okänt var, död 4 maj 1436 på nuvarande Engelbrektsholmen i Stora Mellösa socken i Närke, var en svensk bergsman och frälseman samt rikshövitsman (från 1435). Han var ledare för Engelbrektsupproret 1434 mot Erik av Pommern.

## Biografi
Engelbrekt Engelbrektsson var av en ursprungligen tysk släkt vilken idag kallas Engelbrektsätten, som senast under 1360-talet invandrat till Sverige. Fadern (Engelbrekt Englikoson) omnämns som frälseman 1392 och som bosatt på Norberg 1367, farfadern har antagits ha anlagt nuvarande Ängelsberg, tidigare Englikobenning. Engelbrekts vapensköld visar en av tre halva liljor bildad triangel, medan hans far och brodern Nils förde något annorlunda vapen med liljor. Engelbrekt var väpnare. Vilhelm Moberg menar att Dalarna och Västmanland har fört en "egen Engelbrektsfejd" om hans födelseort.
De kunskaper om administration och de militära färdigheter som Engelbrekt uppvisade tyder på att han skaffat sig erfarenheter som yrkesmilitär, sannolikt under Erik av Pommerns slesvigska krig. 1426 uppträder Engelbrekt i källorna och ett knappt decennium senare blev han ledare för det då utbrutna uppror som senare skulle kallas Engelbrektsupproret. Upproret utspelas mot bakgrund av Kalmarunionen under Erik av Pommerns styre. I senare historieskrivning skulle Engelbrekt ställas mot kungens fogde i Västerås, Jösse Eriksson, vilken får bära skulden för den nöd som bergslagsmännen fick lida under hans styre. Engelbrekt fick deras uppdrag att för kungen i Köpenhamn framlägga saken men insåg efterhand att saken inte kunde vinnas utan strid. 1433 utsåg dalkarlarna Engelbrekt till hövitsman och samma år drog Engelbrekt i spetsen för ett uppbåd mot Västerås. Upproret lade sig efter att ett antal rådsherrar vädjat om fred, och hela historien upprepades sedan under våren året därpå.
Engelbrekt och de som stödde honom förefaller åter ha förlorat hoppet om en fredlig väg till förbättring under försommaren 1434 och vid midsommar påbörjades ett regelrätt uppror där man intog och brände borgen Borganäs. I eftervärldens historieskrivning kallat frihetskrig, men idag ofta kallat Engelbrektsupproret. På bara tre månader tog Engelbrekt kontroll över i stort sett hela Sverige. Svenska rådets ledamöter anslöt sig till upproret och kung Erik förklarades avsatt.

### Myten om Sveriges första riksdag
Herredagarna i Arboga, eller Arboga möte, ägde rum i januari 1435 och utsågs av tidigare nationalistiskt inriktad historieskrivning till den första riksdag som hållits i Sverige. Detta byggde på det felaktiga antagandet att allmogen (bönderna) skulle ha varit representerade vid mötet. Senare forskning av Gottfrid Carlsson, Erik Lönnroth och Herman Schück har dock klart visat att antagandet var felaktigt och byggde på en kombination av önsketänkande och gissningar om eventuella skrivarmisstag i vissa av Engelbrektskrönikans versioner.
Herremötet i Arboga var egentligen en första samling för att försöka reda ut det kaos som Engelbrekts uppror orsakat. Ett antal biskopar, riddare och väpnare, sammanlagt 30–40 personer, samlades i Arboga för att konstituera ett nytt riksråd som kunde åta sig regeringsmakten. Mötet ingår egentligen i en serie sådana där Engelbrekt spelade en dominerande roll, med början i Vadstena 16 augusti 1434 där han mer eller mindre tvingade deltagarna att ansluta sig till upproret. Mötet i Arboga följdes av ett i Uppsala i juni 1435 och ett andra möte i Arboga i januari 1436.
Engelbrekts politiska dominans vid dessa möten bröts först vid valet av rikshövitsman i Stockholm 1436 då marsken Karl Knutsson (Bonde) nästan enhälligt valdes men Engelbrekt och Erik Puke med vapenmakt tilltvingade sig delat hövitsmannaskap. Detta arrangemang blev dock kortvarigt eftersom Engelbrekt kort därefter mördades, efter att ha lett ett krigståg genom södra Sverige och de då danska landskapen Blekinge, Skåne och Halland.

### Mordet på Engelbrekt
Det uppges att Engelbrekt var för svag för att sitta upp till häst men att när han fick kallelse till ett rådsmöte genast gav sig av. Resan skulle gå sjövägen från Örebro slott, som Engelbrekt hade som förläning, till Stockholm men vid ett avbrott på en holme i Hjälmaren, nuvarande Engelbrektsholmen, mördades Engelbrekt den 4 maj av Måns Bengtsson (Natt och Dag). Mördarens far, Bengt Stensson (Natt och Dag), ska ha bränt ett lybskt fartyg trots att fred rådde med Hansan. Engelbrekt hade utdömt straff för detta men några dagar före mordet hade förlikning ingåtts.
Gällande vilken dag Engelbrekt mördades litade man länge på Engelbrektskrönikans uppgift om den 27 april, även om andra källor angav ett annat datum, den 4 maj. För det senare datumet har framstående medeltidsforskare, till exempel Gottfrid Carlsson och Lars-Olof Larsson tagit ställning, vilket gjort att detta datum idag är allmänt accepterat.

## Eftermäle
Engelbrekt begravdes i Örebro kyrka och blev under de kommande decennierna föremål för en riklig helgonkult. Redan Engelbrektsvisan (1439) anspelar på hur pilgrimer blir helade vid helgonets grav i Örebro. Helgonkulten blev dock kortvarig, då den kvävdes helt av reformationen. I stället trädde en nationalhjälteskult. Engelbrekt blev den antidanske hjälten som enade landet och i ledning för allmogen kastade ut danskarna. Att kulten inte blev större får anses bero på att Gustav Vasa själv tillskansade sig samma roll.
1800-talet byggde vidare på de medeltida krönikornas Engelbrektbild. "En nationellt och liberalt inriktad historieskrivning gjorde Engelbrekt till grundläggaren av en nationell demokrati, den svenska riksdagens skapare, Sturarnas och Gustav Vasas föregångare. 1400-talets helgonschablon och 1800-talets personlighetsideal sammansmälte till den Engelbrektgestalt, som ingår i det allmänna medvetandet av i dag", skrev Erik Lönnroth 1934. Engelbrekt utmålas i historieskrivning som allmänhetens beskyddare och motståndare till unionen. Huruvida Engelbrekt själv ansåg sig vara emot unionen debatteras emellertid fortfarande. Däremot är hans betydelse som nationalsymbol oomtvistad. Engelbrekt var den förste som framgångsrikt utnyttjade allmogen som militärt maktmedel, vilket kom att bli vanligt under de närmaste 100 åren.
En kulmen på hjältekulten inträffade 1935 i samband med firandet av 500-årsdagen av riksdagens öppnande. Engelbrekt var samtida med Jeanne d'Arc och Jan Hus, och liksom dessa blev han efter sin död sedd som martyr. Ett uttryck för samtidens beundran för Engelbrekt lämnar den av hans vän biskop Tomas författade "Engelbrektsvisan". Engelbrekt har varit ett omtyckt ämne för litterär behandling. August Blanche behandlade Engelbrekt i Engelbrekt och hans dalkarlar (1846), Carl Georg Starbäck utgav 1868–69 romanen Engelbrekt Engelbrektsson i två delar. Wilhelm Gumælius utgav 1858 diktverket Engelbrekt. August Strindberg behandlade hans liv i pjäsen Engelbrekt.
Engelbrekt Engelbrektssons staty i brons, modellerad av Carl Gustaf Qvarnström, avtäcktes i Örebro 1865 (se figur). Det finns även en staty av Engelbrekt i Arboga på Järntorget, på Stora torget i Falun och utanför Katedralsskolan i Uppsala, samt på Kornhamnstorg i Stockholm och utanför Stockholms stadshus. Engelbrektsmonumentet vid Stora Torget i Falun avtäcktes i november 1919 av kronprins Gustaf Adolf. Engelbrekt är här inte på väg att halshugga någon. Han skyddar bönderna mot fienden. Engelbrekt är också ämnet för en opera av Natanael Berg. Engelbrekts församling i Stockholm, med Engelbrektskyrkan, tar sitt namn efter hjälten.

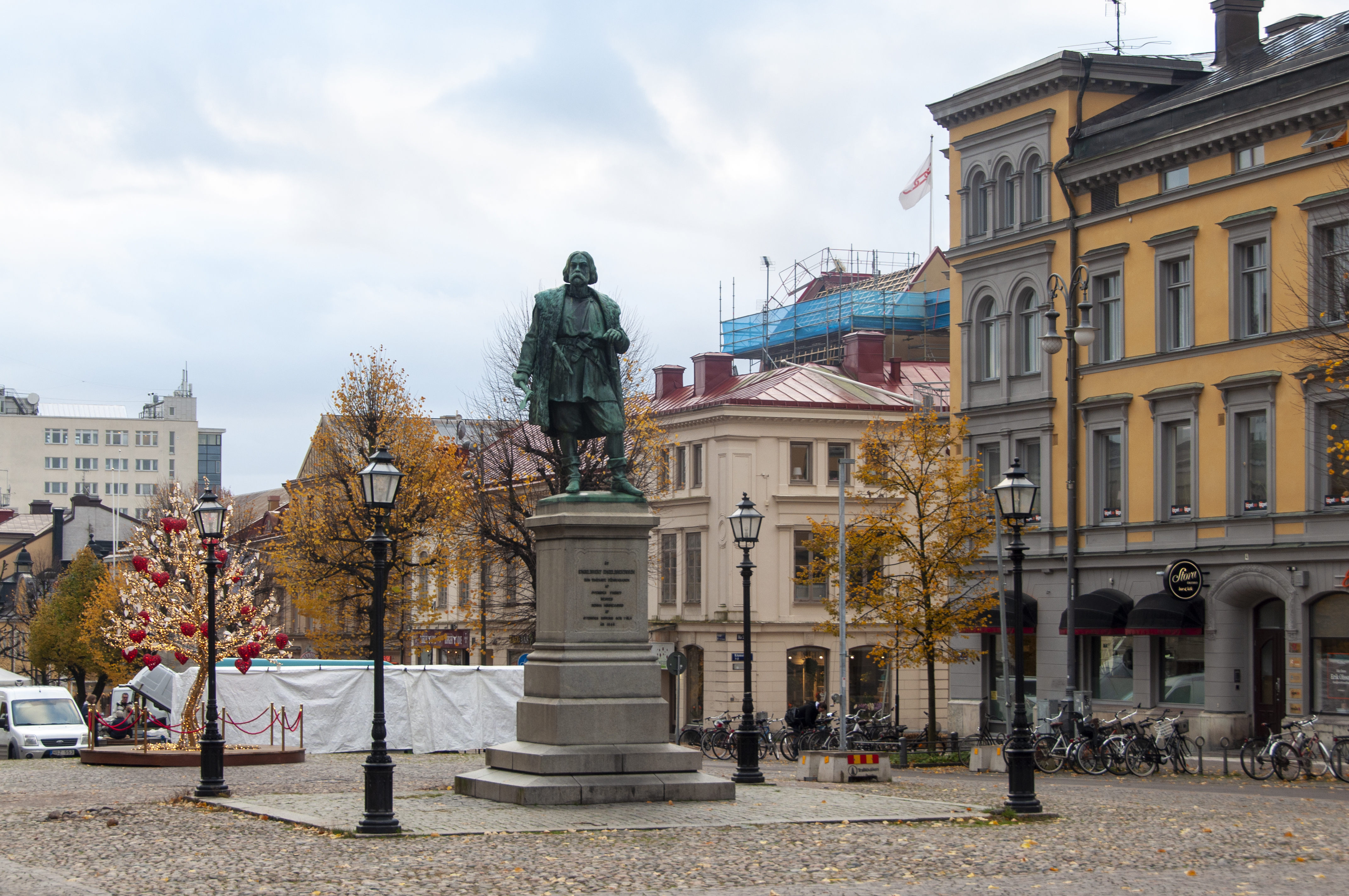
Engelbrektstatyn i brons (1865) vid Stortorget i Örebro, skulpterad av Carl Gustaf Qvarnström.
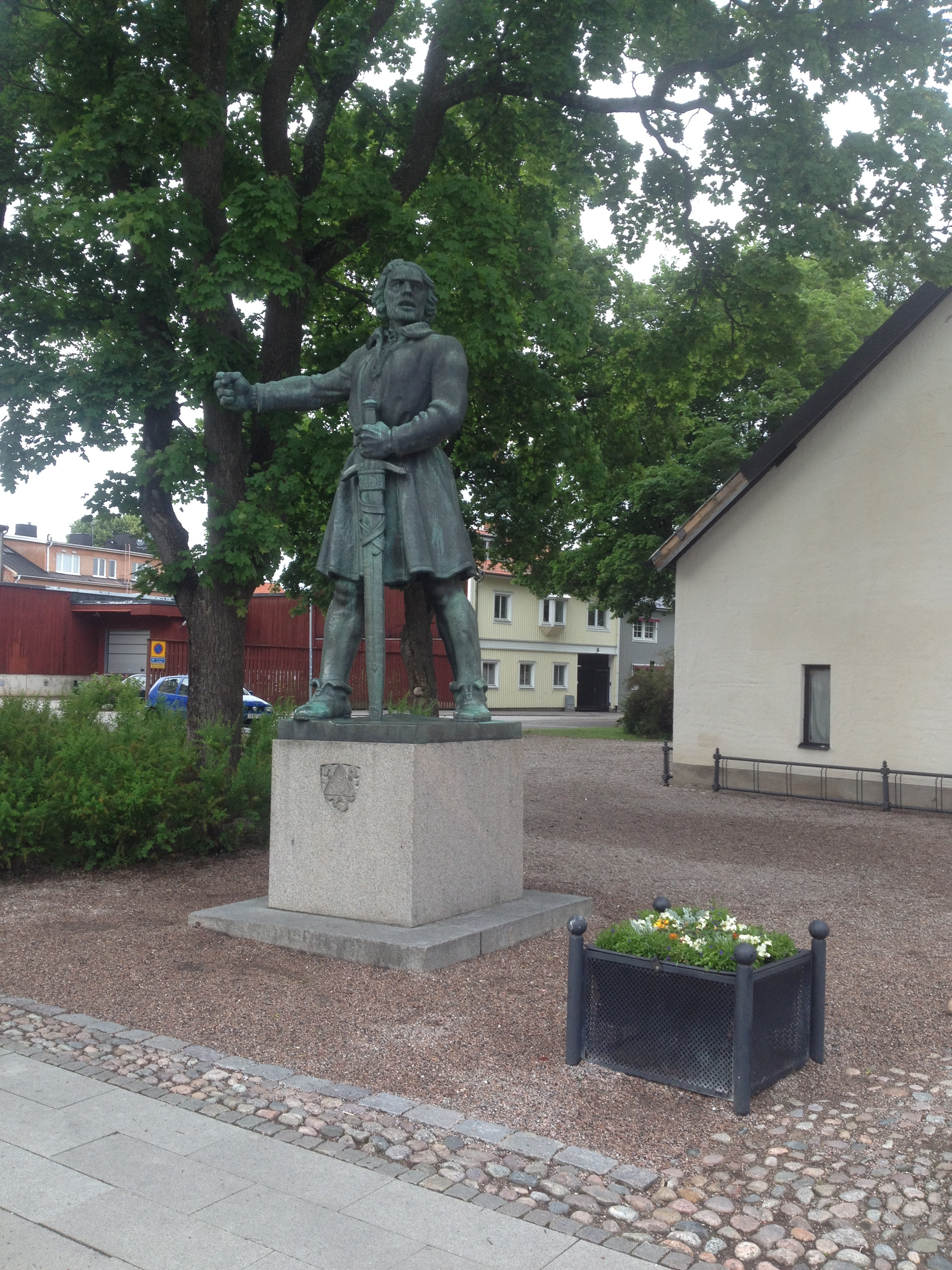
Engelbrektstatyn i brons (1935) framför Heliga Trefaldighets kyrka i Arboga, skulpterad av Carl Eldh.
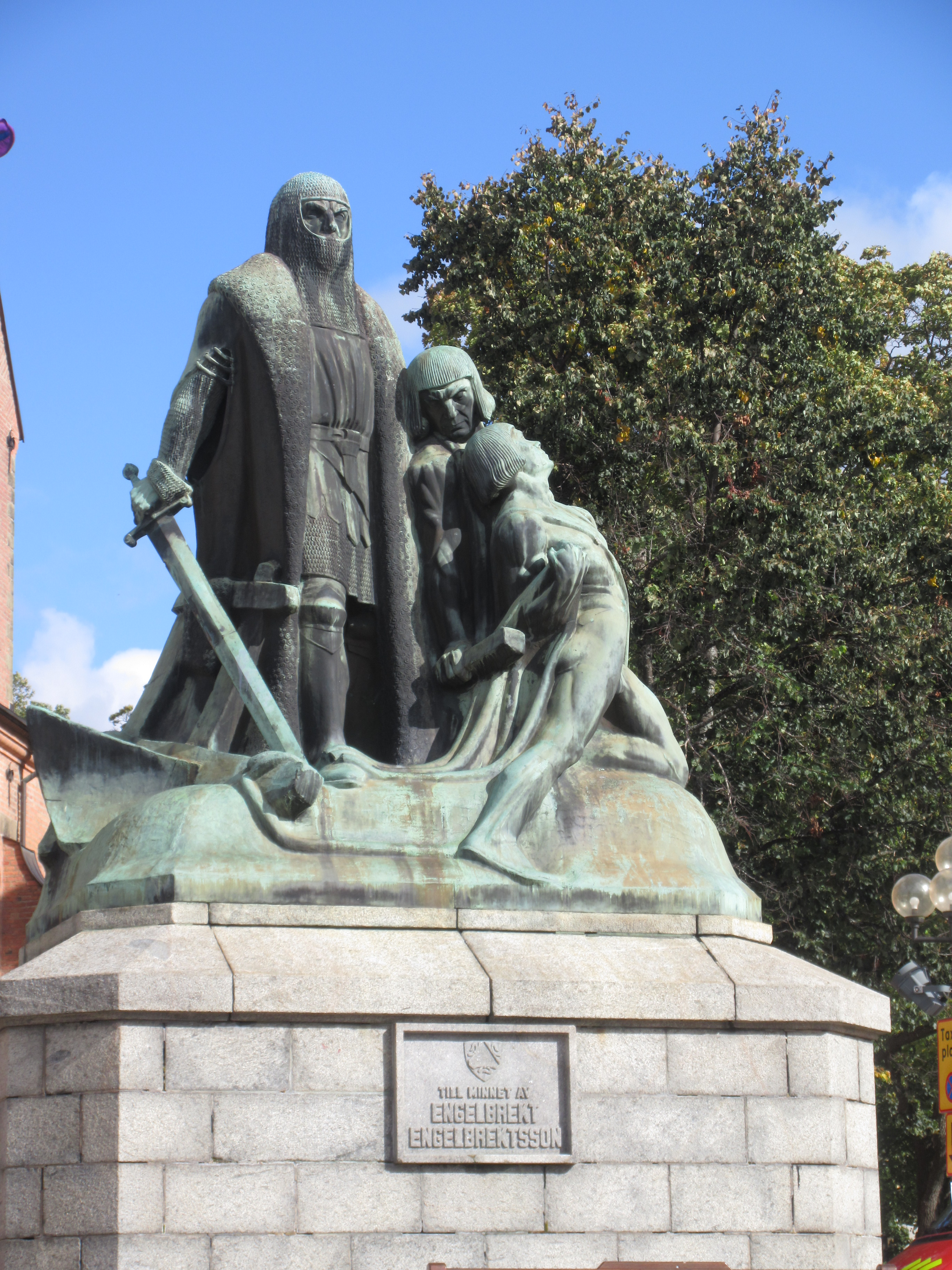
Engelbrektsmonumentet i brons (1919) utanför Kristine kyrka vid Stora Torget i Falun, skulpterat av Karl Hultström.
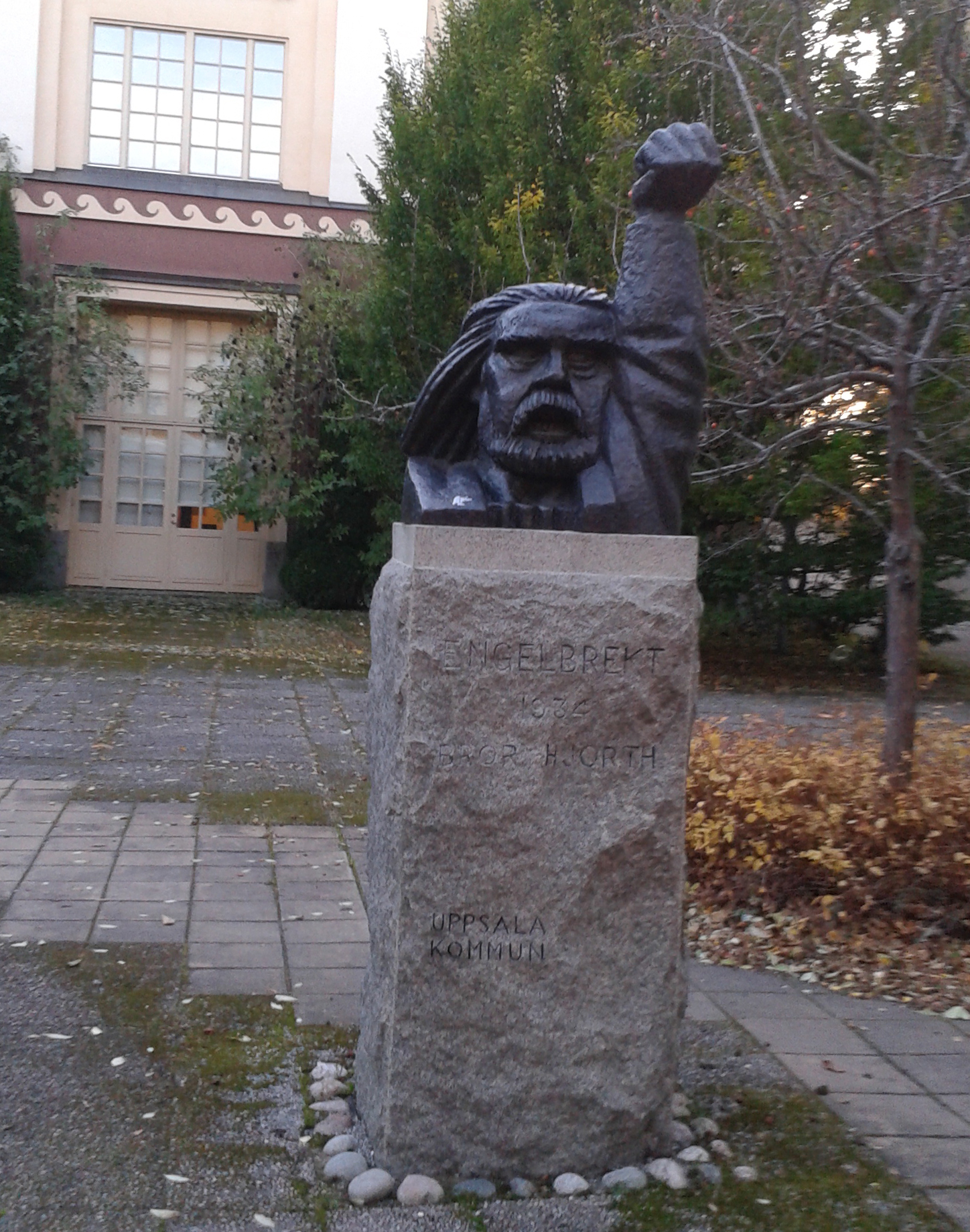
Engelbrektskulpturen, Engelbrekt med näven, i brons framför Katedralskolan i Uppsala, skulpterad av Bror Hjorth.
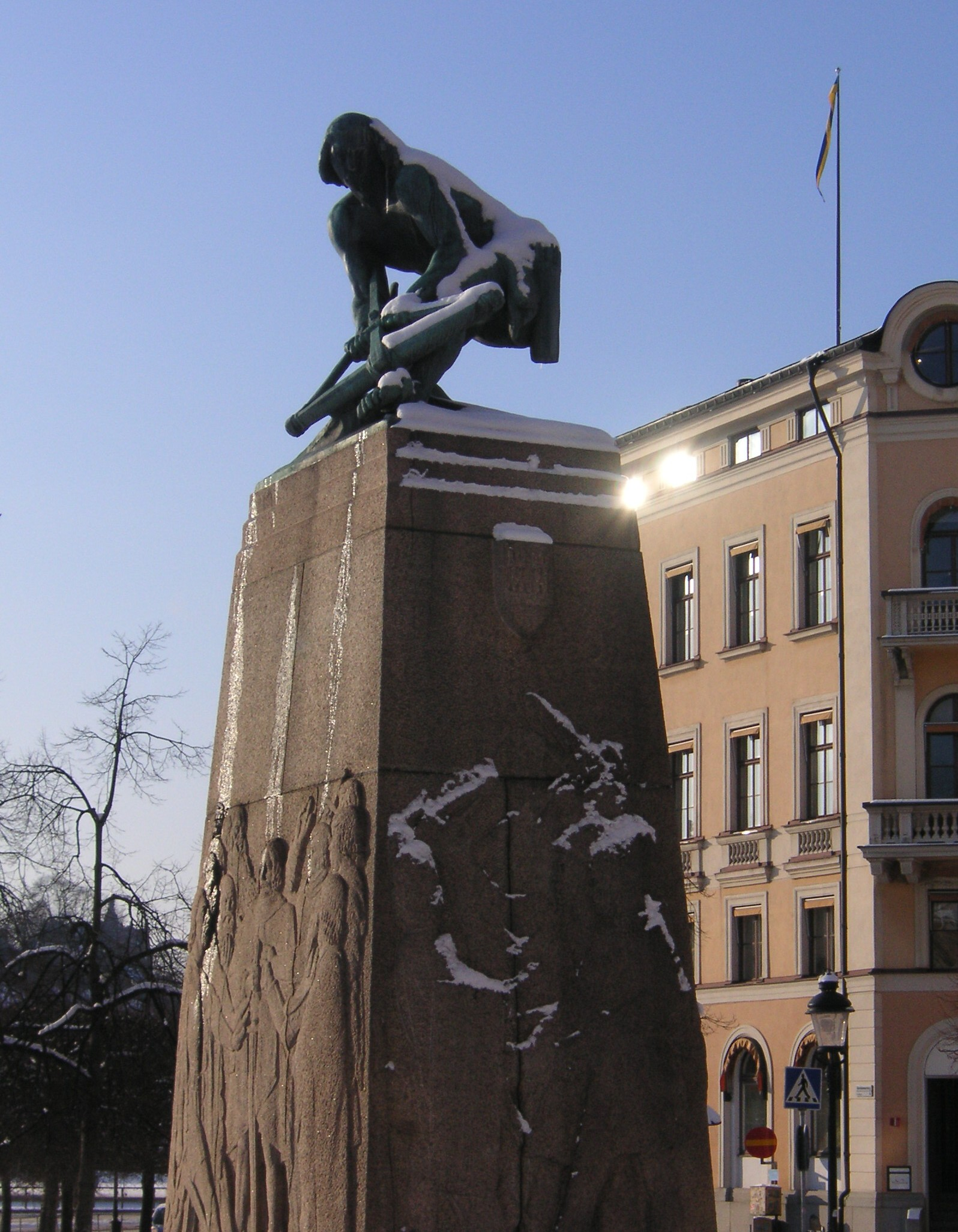
Bågspännaren (1916) på Kornhamnstorg i Gamla stan i Stockholm, visar Engelbrekt Engelbrektsson och hans kamp mot Erik av Pommerns regim.
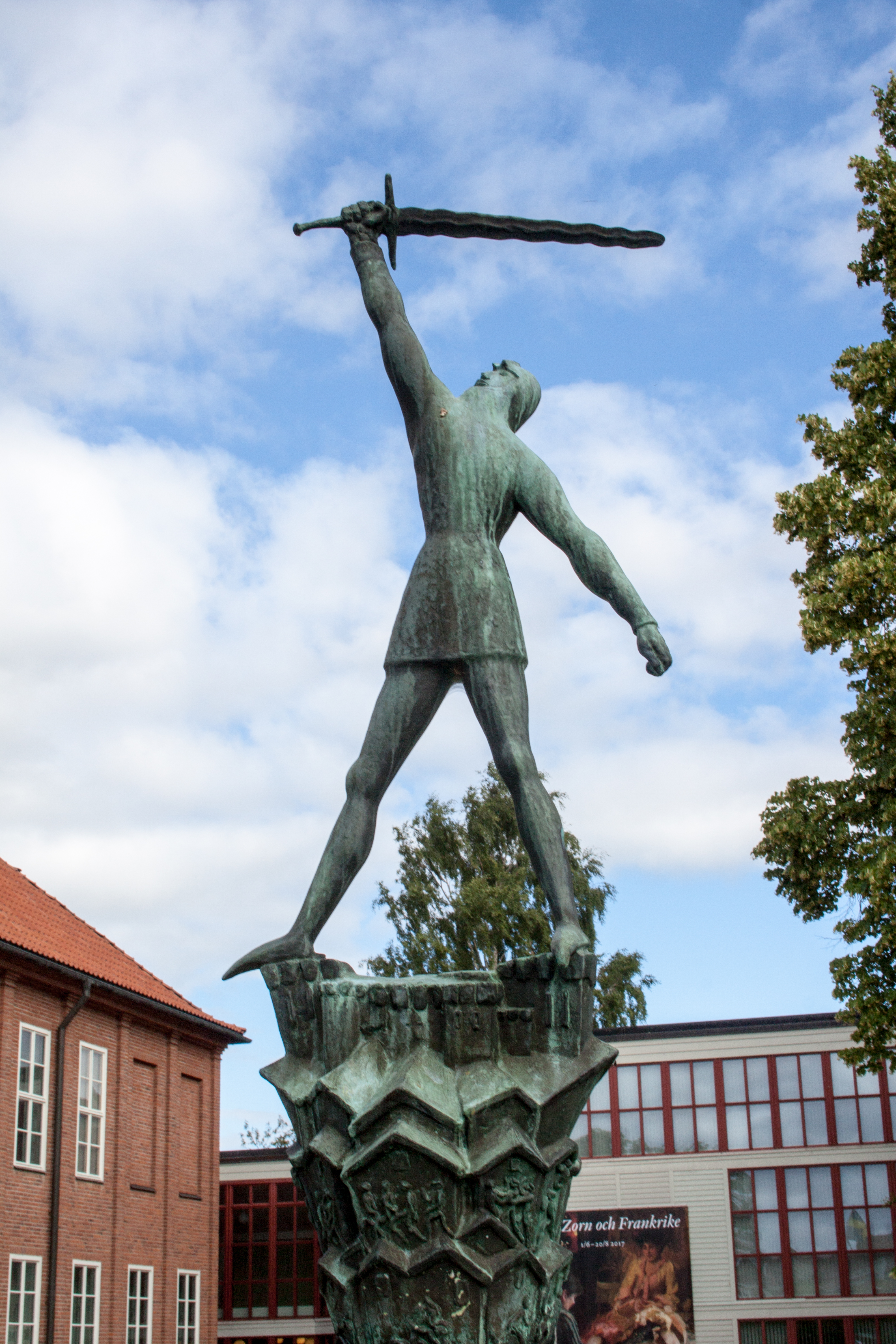
Engelbrektstaty i parken vid Zornmuseet i Mora av Carl Milles. Den donerades till Zornsamlingarna av Anders och Lisa Diös år 1954.
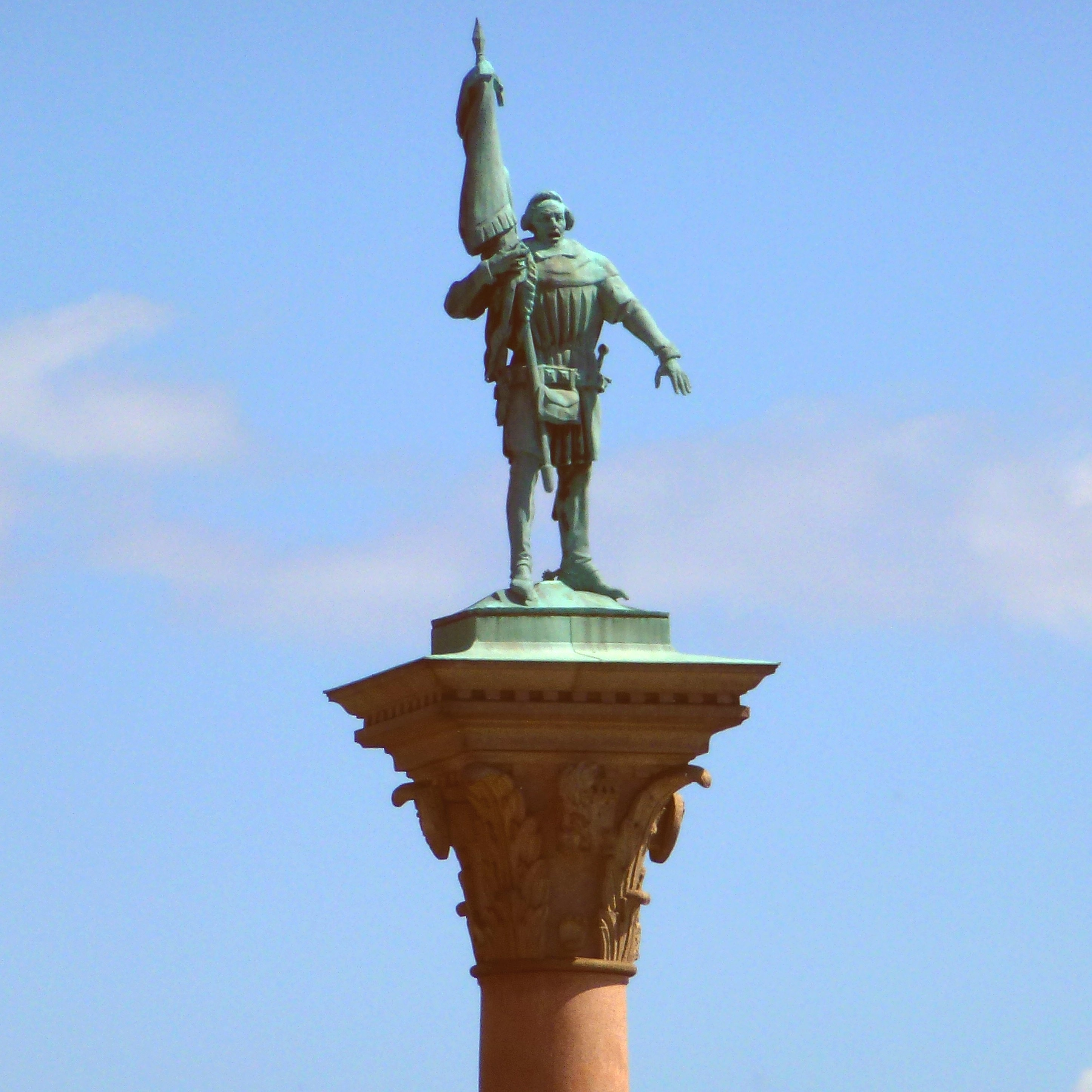
Engelbrektstatyn vid Stockholms stadshus (1932) av Christian Eriksson.
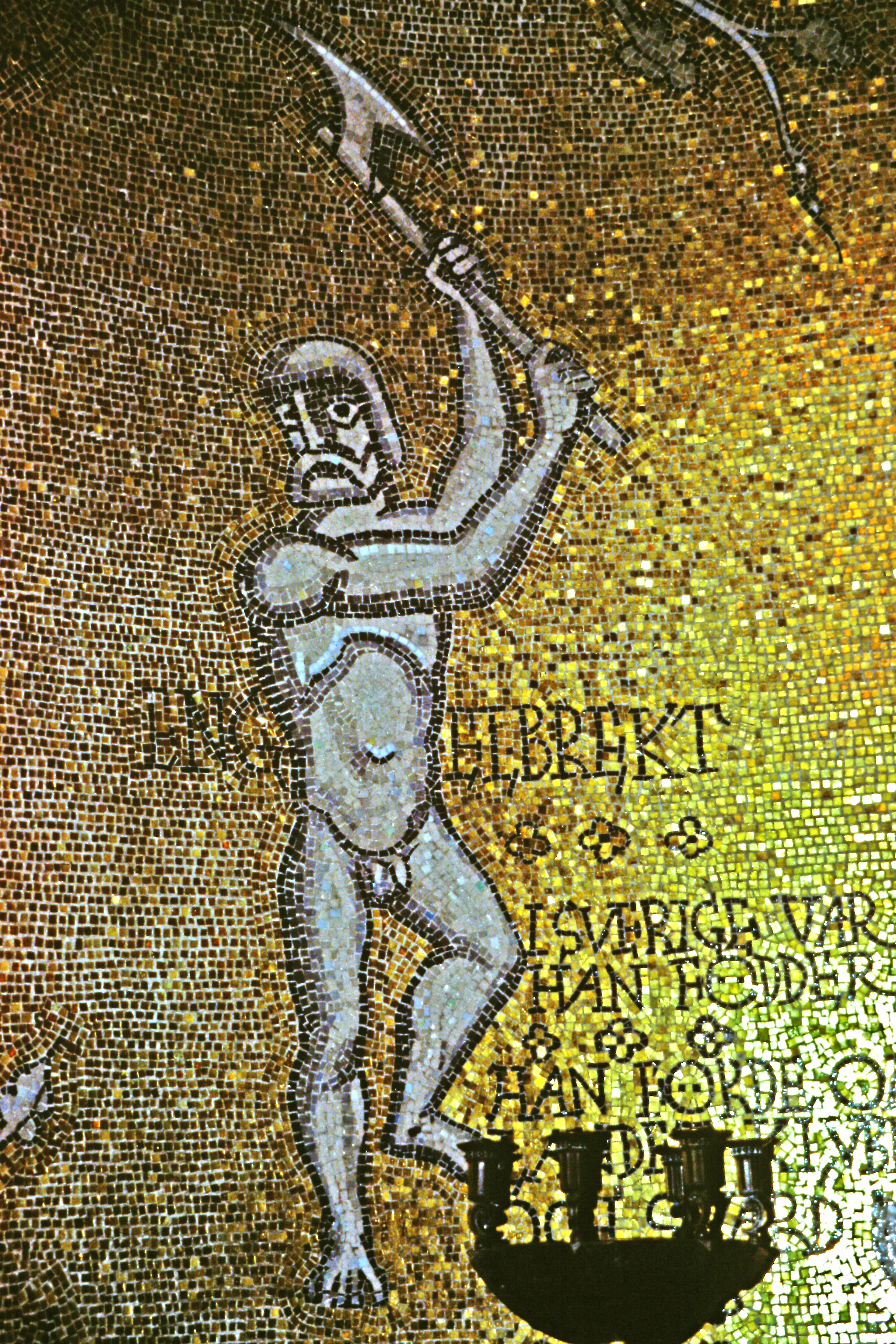
Avbildning på en vägg i Gyllene salen, Stockholms stadshus.
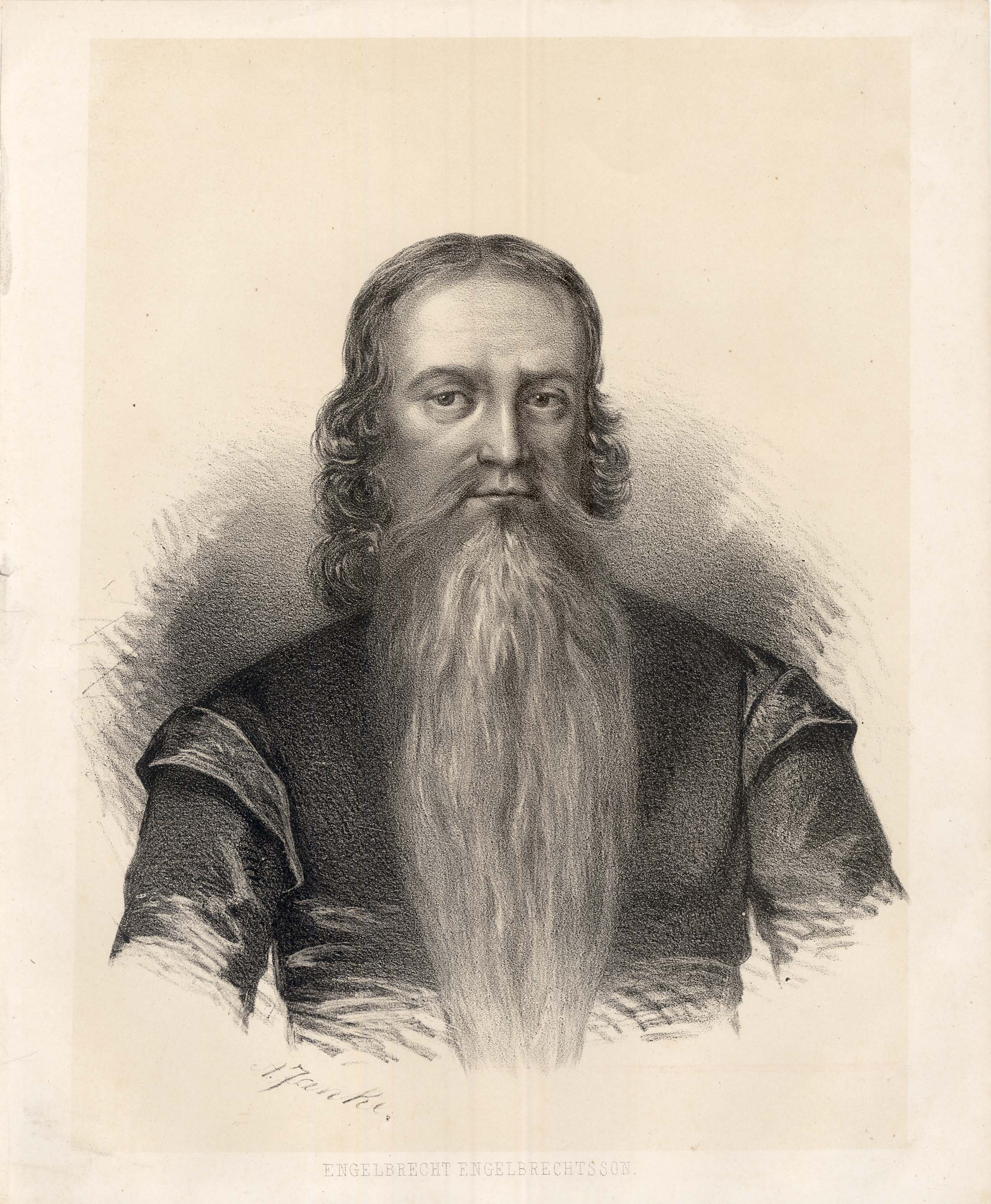
Engelbrekt som A. Janke föreställde sig honom på 1880-talet.

Hans minne firas på Engelbrektsdagen den 27 april. Engelbrekt infördes som namnsdag efter honom 1901, den 26 april. 1918 flyttades den dock till den 27 april, där den har funnits sedan dess. Dagen valdes för att han ansågs ha avlidit denna dag 1436.
Engelbrekt har använts som nationell politisk symbol även av extremhögern och nynazister. Men på 1930-talet använde svenska socialister Engelbrekt som en svensk antifascistisk symbol mot framför allt hotet från den tyska nazismen.

## Engelbrektskrönikan

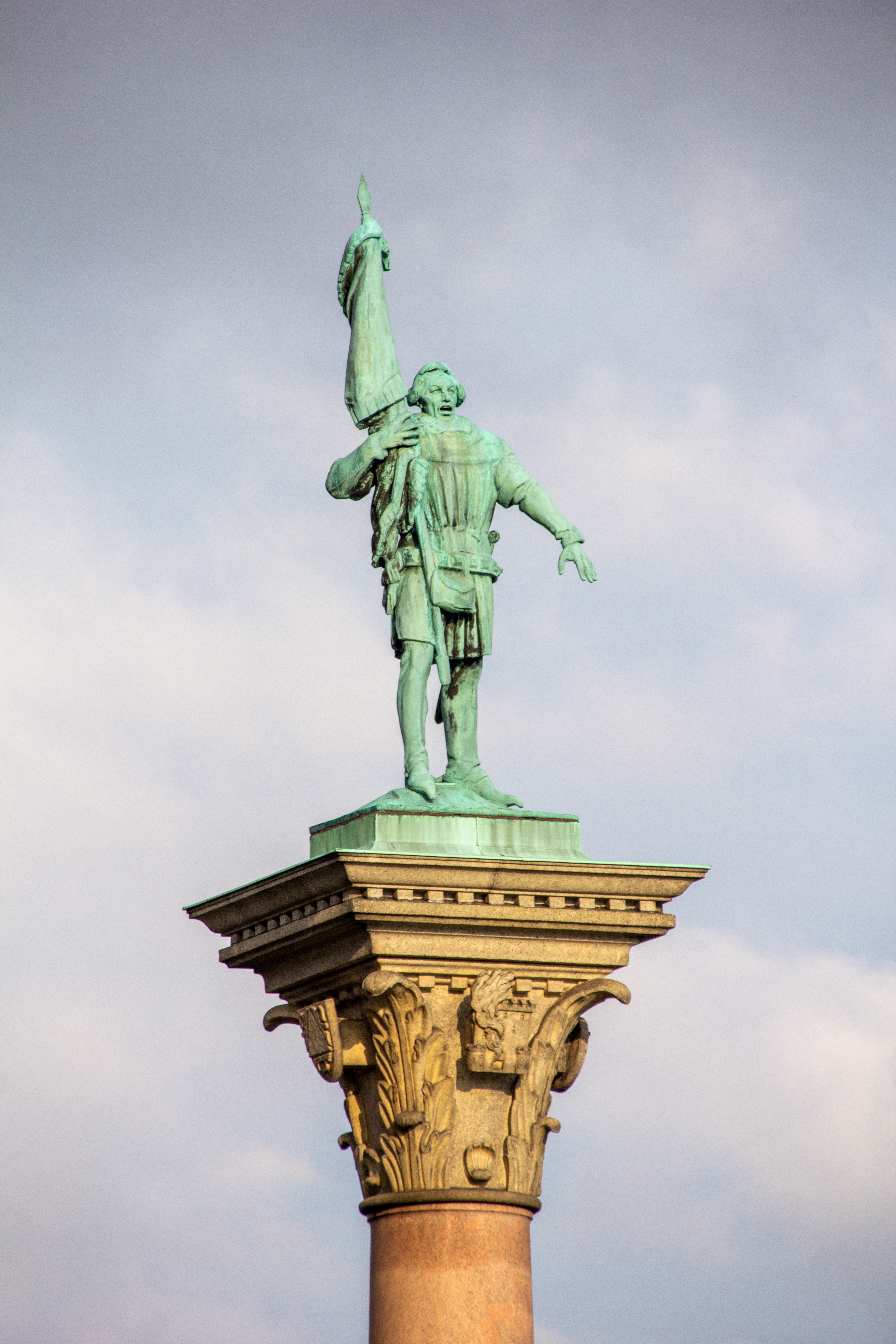
Engelbrektstatyn vid Stockholms stadshus.

Upproret och dess förspel är skildrat i den så kallade Engelbrektskrönikan, vilken inkluderats i något redigerad form i Karlskrönikan, som var ett propagandistiskt beställningsverk från Karl Knutsson (Bonde). Engelbrektskrönikan hävdar till exempel att Jösse Eriksson utsatte Dalarnas bönder för stora grymheter:
De fattiga bönder i Dalarna bo,
deras fogde gjorde dem så mycken oro;
Han lät dem så svåra plaga [plåga]
och skattade dem av mest vad de aga [äga].
Han lät de bönder i rök upphänga,
så svåra lät han dem tränga.
Deras kvinnor lär han därmed plaga [plåga]:
de spändes för hölass; dem skulle de draga.
Dem gjordes därmed så stor nöd,
[att] de födde strax barn, som voro död'.
Mycken mer orätt han dem gjorde,
ho där granneliga efter sporde.
Ett av Karlskrönikans huvudsyften var också att framställa Karl Knutsson som fullföljare av Engelbrekt Engelbrektssons politiska program.